# 李唤群
李唤群，广东梅县人，中华人民共和国政治人物。
担任印尼华侨。中华商会理事，泗水中华华侨团结联合会主席。1954年，当选第一届全国人民代表大会代表。